# Mycalesis madjicosa
Mycalesis madjicosa är en fjärilsart som beskrevs av Butler 1868. Mycalesis madjicosa ingår i släktet Mycalesis och familjen praktfjärilar. Inga underarter finns listade i Catalogue of Life.